# Guus Schilling
Gustav "Guus" Schilling, né le 8 février 1876 à Amsterdam  et mort le 16 janvier 1951 à Amsterdam, est un coureur cycliste sur piste néerlandais, l'un des cyclistes sur piste les plus titrés des Pays-Bas au tournant du XIXe siècle et début du XXe siècle. Il a été professionnel entre 1898 et 1916. Il a remporté la médaille de bronze dans l'épreuve de vitesse aux championnats du monde de cyclisme sur piste de 1901 à Berlin, en Allemagne.

## Biographie
Guus Schilling remporte sa première course en tant que junior en 1895 dans un vélodrome derrière le Rijksmuseum d'Amsterdam dont le prix est une montre en or.
Schilling est professionnel de 1898 à 1916, période pendant laquelle il est trois fois champion des Pays-Bas de vitesse (1901, 1907, et 1910) et termine plusieurs fois sur le podium. Aux Championnats du monde sur piste en 1901, il termine troisième du sprint.
Schilling court deux fois dans des courses de six jours , en 1911, il prend la troisième place à Berlin avec Maurice Brocco.
Après avoir mis fin à sa carrière sportive, Guus Schilling devient entraîneur puis entraineur officiel de la fédération néerlandaise; ses protégés comprennent notamment les champions du monde de vitesse Jan Derksen (1939, 1946 et 1957), Arie van Vliet (1938, 1948 et 1953), Jacobus van Egmond (1933) et  Jef van de Vijver (1937 et 1938),. Il reçoit le prix de l'entraîneur olympique du Nederlands Olympisch Comité*Nederlandse Sport Federatie .

## Palmarès

### Championnats du monde
- Berlin 1901
- Médaillé de bronze de la vitesse professionnel

### Championnats des Pays-Bas
- 1901
  -  Champion des Pays-Bas de vitesse
- 1907
  -  Champion des Pays-Bas de vitesse
- 1910
  -  Champion des Pays-Bas de vitesse

### Six jours
- 3e à Berlin

### Autres
- 2e Grand Prix de Paris : 1903
- Grand Prix d’Angers : 1906[7]